# الروح الكشفية

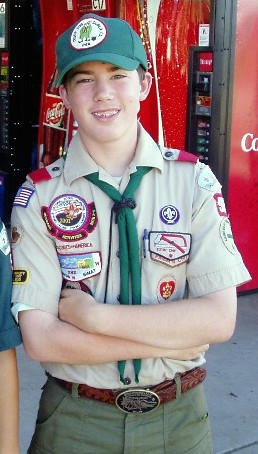
كشاف أمريكي.

الروح الكشفية هو موقف مثالي الذي من المفترض أن يتحلى جميع أفراد الكشافة في جميع أنحاء العالم وإظهاره على أساس الالتزام بالقَسم الكشفي والقانون.
الكشافة الأمريكية ناقشت ظاهرة الروح الكشفية في المؤتمر الرئيس للفرق الكشفية ودراسة لرتبة جديدة.